# Agey
Agey is een gemeente in het Franse departement Côte-d'Or (regio Bourgogne-Franche-Comté) en telt 258 inwoners (1999). De plaats maakt deel uit van het arrondissement Dijon.

## Geografie
De oppervlakte van Agey bedraagt 8,3 km², de bevolkingsdichtheid is 31,1 inwoners per km².
De onderstaande kaart toont de ligging van Agey met de belangrijkste infrastructuur en aangrenzende gemeenten.

## Demografie
Onderstaande figuur toont het verloop van het inwonertal (bron: INSEE-tellingen).